# Partenon
O Partenon
O Partenon ou Partenão (em grego antigo: Παρθενών, transl Parthenōn; em grego moderno Παρθενώνας, transl. Parthenónas) foi um templo dedicado à deusa grega Atena, construído no século V a.C. na Acrópole de Atenas, na Grécia Antiga, por iniciativa de Péricles, governante da cidade, projetado pelos arquitetos Calícrates e Ictinos e decorado em sua maior parte pela oficina do escultor Fídias, que também executou a estátua criselefantina (feita de marfim e ouro) da deusa patrona da cidade, Atena Partenos, presente no interior do templo naquela época.
O Partenon é o mais conhecido dos edifícios remanescentes da Grécia Antiga e foi ornado com o melhor da arquitetura grega. Suas esculturas decorativas são consideradas um dos pontos altos da arte grega. O Partenon é um símbolo duradouro da Grécia e da democracia, e é visto como um dos maiores monumentos culturais da história da humanidade. O nome Partenon deriva da estátua de Atena Partenos.
O Partenon e outros edifícios da Acrópole são um dos mais visitados sítios arqueológicos da Grécia. O Ministério da Cultura e Turismo grego atualmente leva adiante um programa de restauração e reconstrução para assegurar a estabilidade da estrutura.

## Etimologia
O nome Partenon se originou da palavra grega "παρθενών" (parthenon), que significa "quarto de mulher solteira" numa casa e no caso do Partenon parecia referir-se, inicialmente, a somente a uma das salas em particular no templo; discute-se qual sala era e como a sala adquiriu tal denominação. A obra de Liddell-Scott-Jones, Greek-English Lexicon afirma que esta sala era a cela ocidental do templo. Jamauri D. Green assegura que o partenon era a sala na qual o peplo presenteado à deusa Atena no Festival Panatenaico era tecido pelas arrephoroi, grupo de quatro moças escolhidas para servir Atena a cada ano. 
Christopher Pelling afirma que a Atena Partenos um culto dedicado a Atena, porém discreto, intimamente conectado, mas não idêntico, ao de Atena Polias ("Atena da cidade"). De acordo com esta teoria, o nome Partenon significa "o templo da deusa virgem" e refere-se ao culto de Atena Partenos que era associado ao templo.  O epíteto parthénos (παρθένος) não tem origem clara  podendo significar "donzela, menina", mas também "virgem, mulher solteira" e era especialmente usado em relação a Artemis, a deusa dos animais selvagens, da caça e vegetação, e para Atena, a deusa da estratégia e da tática, artesanato e artes, e da razão prática. É também sugerido que o nome do templo alude às donzelas (parthenoi), cujo sacríficio garantia a segurança da cidade de Atenas.
A primeira citação na qual Parthenon refere-se, sem nenhuma dúvida, ao edifício inteiro, é encontrada no orador Demóstenes, no século IV a.C.. Nas prestações de contas do templo, no século V a.C., a estrutura é simplesmente chamada ho naos ("o templo"). Diz-se que os arquitetos Mnésicles e Calícrates chamaram o templo de Hekatompodos ("cem metros de cada lado") em seu tratado perdido sobre arquitetura ateniense  e, no século IV e mais tarde, o edifício era chamado de Hekatompedos ou o Hekatompedon tanto quanto Parthenon; no século I, o escritor romano Plutarco referiu-se ao templo como o Hekatompedon Parthenon. Devido ao fato do templo ter sido dedicado à deusa grega Atena, às vezes foi chamado de "Templo de Minerva", o nome romano para Atena, particularmente chamado assim durante o século XIX.

## História

### Antiguidade

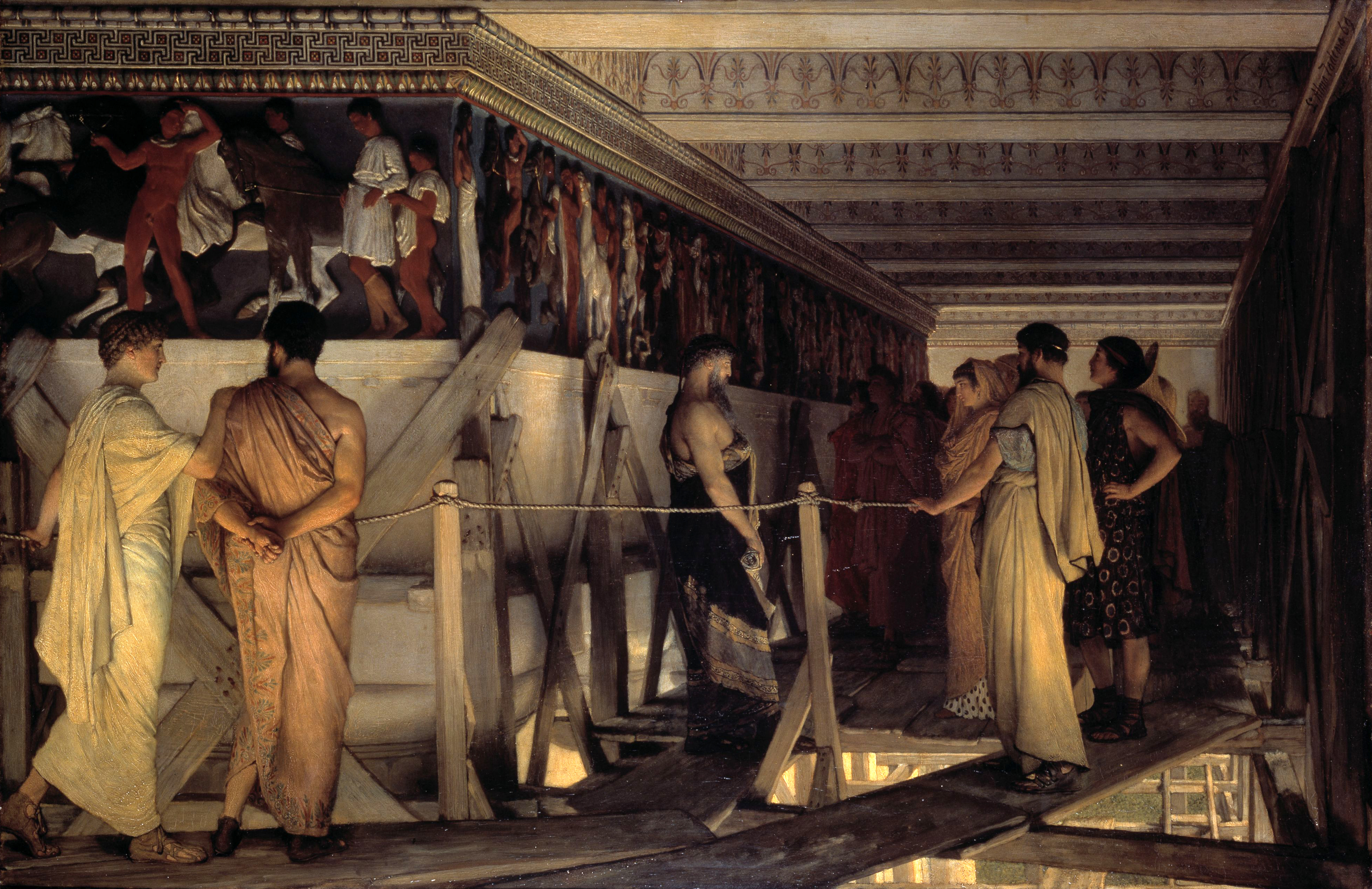
Fídias mostrando o friso do Partenon a Péricles, Aspásia, Alcibíades e amigos, por Sir Lawrence Alma-Tadema, 1868

O Partenon foi construído para substituir o antigo templo destruído por uma invasão dos persas em 480 a.C. A iniciativa de sua  construção foi de Péricles, estratego (líder político) ateniense do século V a.C., e a sua construção foi supervisionada por Fídias, encarregado também das esculturas decorativas. Os arquitetos foram Ictinos e Calícrates e a construção começou em 447 a.C. e estava substancialmente pronta em 438 a.C., mas a decoração continuou até 433 a.C.. Algumas das prestações de conta sobreviveram até nós e mostram que a maior despesa foi transportar a pedra do Monte Pentélico, a cerca de 16 quilômetros de Atenas. Os fundos, cerca de 2,000 talentos, uma fortuna colossal para a época, eram também da Liga de Delos, cujos tesouros foram transferidos do pan-helênico Santuário de Delos para a acrópole em 454 a.C..
Embora o próximo Templo de Hefesto seja o mais completo sobrevivente da ordem dórica, o Partenon é visto como o mais refinado. Segundo J.J.Norwich, "...usufruía a reputação de ser o mais perfeito templo dórico jamais construído. Mesmo na antiguidade, seu refinamento arquitetônico era legendário, especialmente a sutil correspondência entre a curvatura da estilóbata, o estreitamento da nave e os entalhes das colunas".

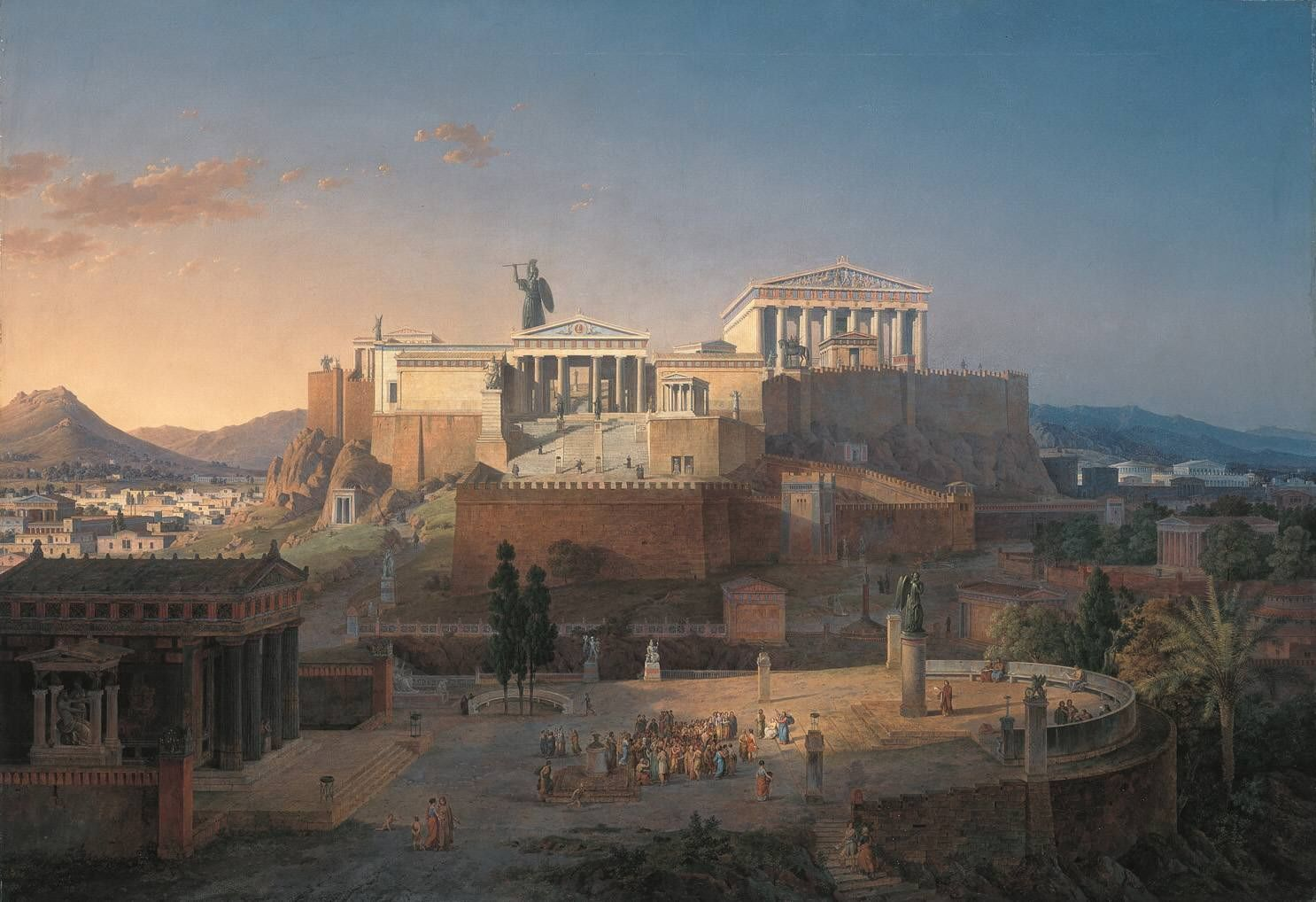
Reconstrução da Acrópole e do Areópago em Atenas, Leo von Klenze, 1846

Como muitos templos gregos, servia como tesouraria, onde se guardavam as reservas de moeda e metais preciosos da cidade e também da Liga de Delos, que se tornaria mais tarde o império ateniense. O Partenon sobreviveu como local dedicado a Atena por cerca de mil anos. Certamente estava intacto no século V, quando já era tão velho quanto a Catedral de Notre Dame  é hoje, e mais velho que a Basílica de São Pedro em Roma. Mas naquele tempo, Atenas estava reduzida a uma cidade provinciana do Império Romano, ainda que com um glorioso passado.

### Igreja cristã e mesquita

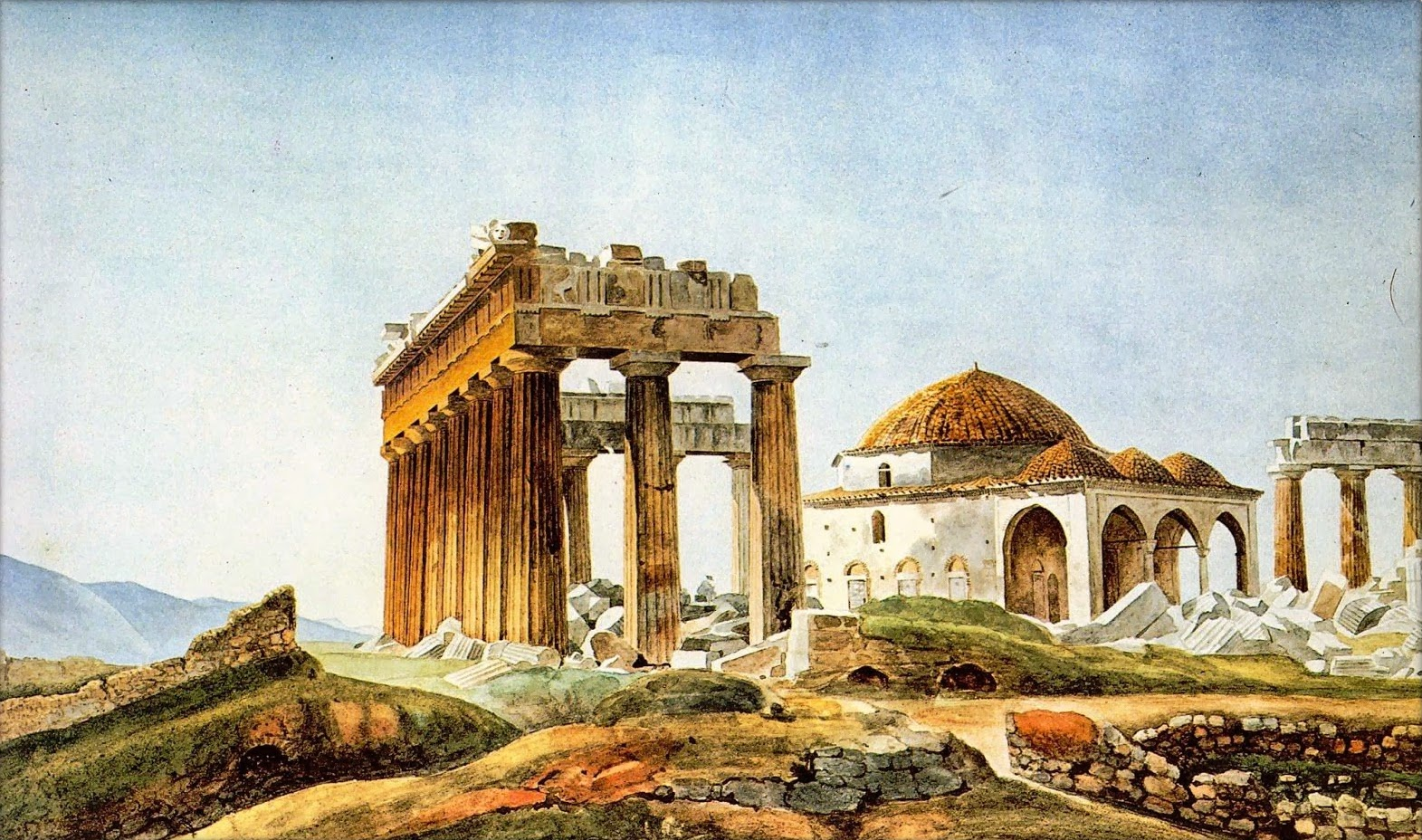
Pintura das ruínas do Partenon e da mesquita otomana construídas após 1715, no início da década de 1830, por Pierre Peytier

O Partenon foi convertido em igreja cristã nos tempos do Império Bizantino, dedicado ao culto da Virgem Maria (Parthena Maria) e Mãe de Deus (Teótoco). Na conversão do templo em igreja, foram retiradas as colunas internas e algumas paredes da cela. Foi também criada uma abside no lado leste, o que levou à remoção de algumas esculturas. Esses deuses depostos eram ou reinterpretados de acordo com um tema cristão ou destruídos.
Em algum momento do século V, a grande imagem de Atena foi levada para Constantinopla, onde mais tarde foi destruída, provavelmente durante o saque da cidade promovido pela Quarta Cruzada em 1204.
Em 1456, Atenas foi tomada pelo Império Otomano e em 1458 o Partenon foi novamente convertido, desta vez em mesquita. Os otomanos não destruíram as antiguidades de Atenas, porém, não realizaram nenhum projeto de proteção e ainda usaram o templo, durante a guerra, como fortificação. Um minarete foi adicionado e sua base e escadas ainda estão lá, e o edifício não foi danificado.

### Destruição e decadência

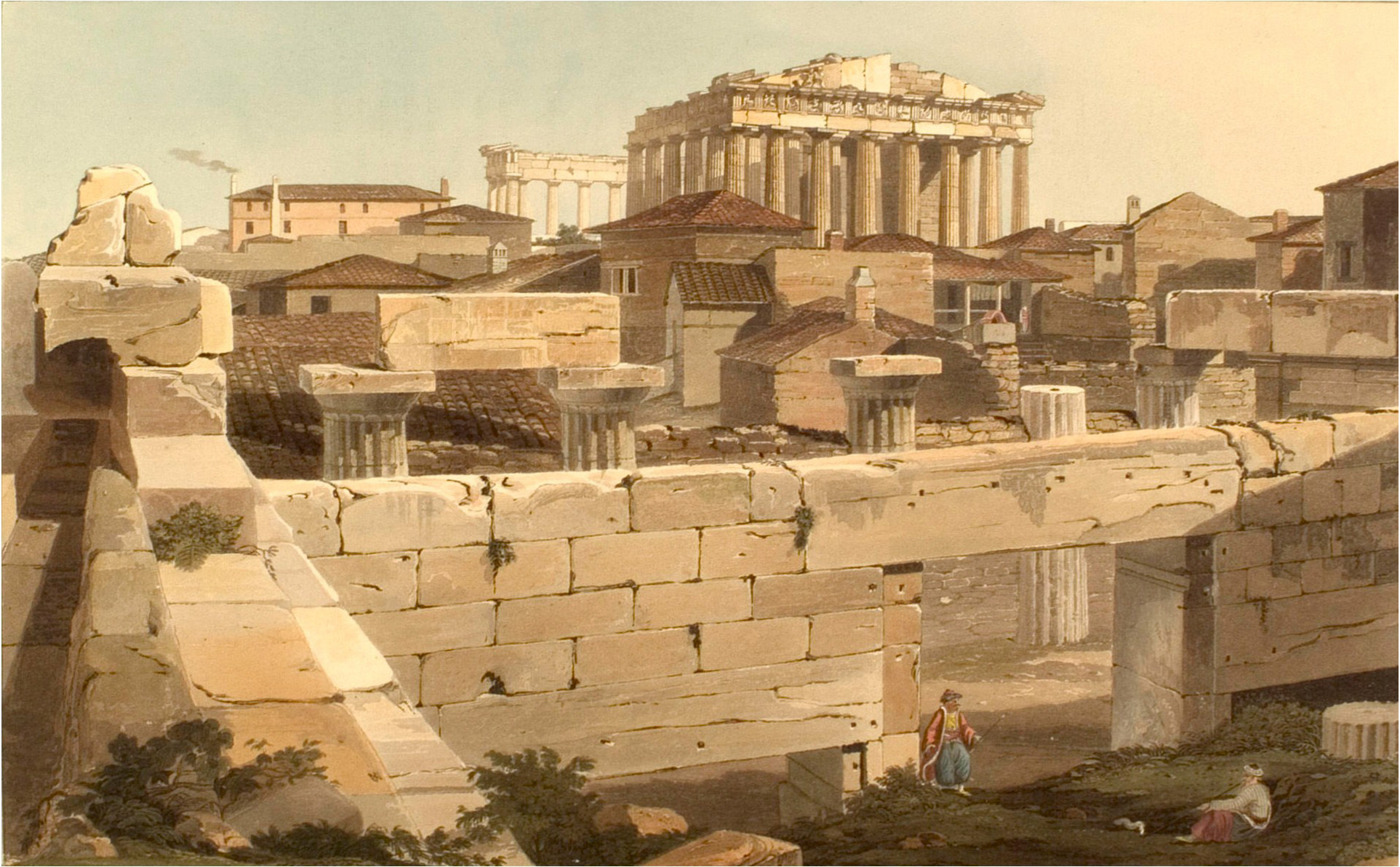
"Vista do Partenon da Propylea", por Edward Dodwell, 1821

O Partenon sofreu seu maior dano em 1687, quando os venezianos, liderados por Francesco Morosini, atacaram Atenas e os otomanos usaram a edificação como paiol de pólvora. No dia 26 de setembro, um canhão veneziano, disparando da colina de Filopapo, acertou no paiol e o edifício foi parcialmente destruído. A estrutura interna foi demolida, o telhado caiu e algumas colunas, particularmente do lado sul, foram decapitadas. As esculturas sofreram pesados danos. Muitos pedaços do piso se soltaram, e mais tarde tornaram-se souvenirs.
Depois disso o edifício foi abandonado. Nos anos finais do século XVIII muitos europeus visitavam Atenas e uma ampla iconografia das pitorescas ruínas foi acumulada, ajudando a fomentar a simpatia pela causa da independência da Grécia na França e na Inglaterra. Em 1801, o embaixador britânico em Constantinopla, Lord Elgin, argumentou que tinha obtido autorização das autoridades otomanas para fazer desenhos e moldes das antiguidades da Acrópole e para retirar esculturas de lá. Ele tomou isso como autorização para coletar todas as esculturas que achasse. Empregou trabalhadores para retirá-las das paredes do edifício, causando danos irreparáveis ao Parthenon e recolheu algumas do chão. Hoje estas esculturas estão no Museu Britânico, conhecidas como os Mármores de Elgin. Outras esculturas estão no Louvre em Paris ou em Copenhaga. Muitas das que restaram em Atenas estão no Museu da Acrópole, construído sob o solo alguns metros a sudoeste do edifício. Uns poucos ainda resistem no Partenon

### Recuperação

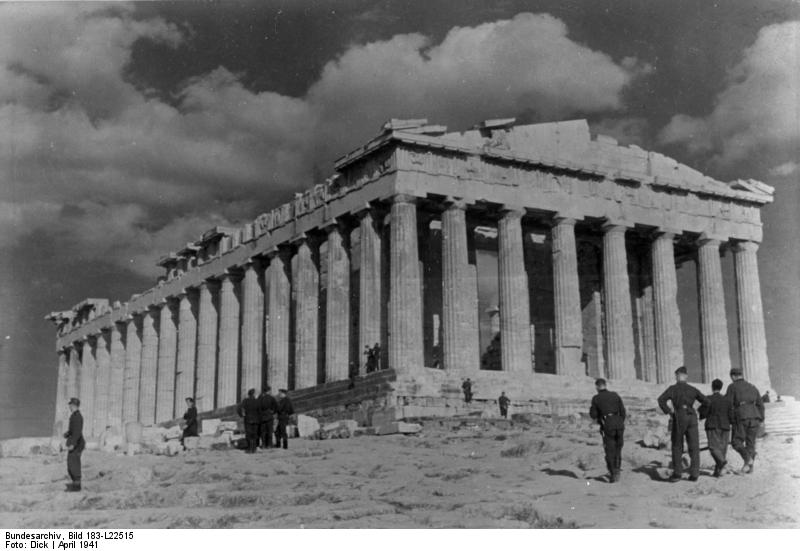
Fotografia do Partenon em abril de 1941

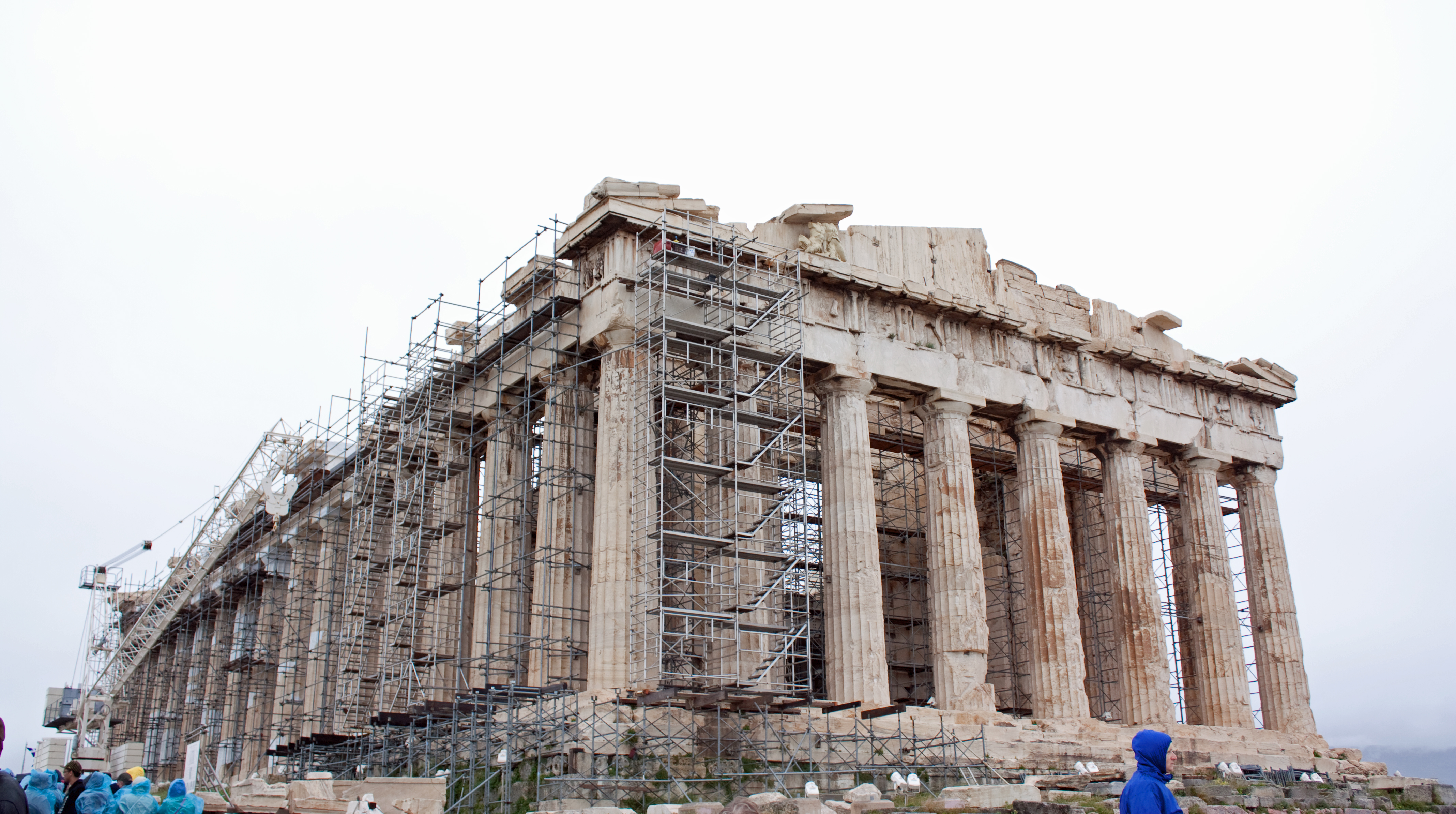
Restauração em 2010

Quando a Grécia conseguiu sua independência em 1832, a seção visível do minarete otomano e todas as construções medievais foram removidas da Acrópole. O governo grego faz campanha pela devolução das esculturas, mas o Museu Britânico nem sequer considera essa possibilidade, embora sucessivos governantes britânicos tenham tentado mudar a legislação que impede a devolução, sem sucesso até ao momento.
Em 1975, o governo grego começou uma série de esforços para restaurar o Partenon e outras estruturas da acrópole. O projeto mais tarde atraiu recursos e apoio técnico da União Europeia. Uma comissão de arqueólogos documentou exaustivamente todo artefato restante no local e arquitetos com modelos tridimensionais assistidos por computador localizam sua posição original. Em alguns casos a reconstrução foi considerada incorreta. Esculturas importantes e frágeis são transferidas para o museu. Uma grua, projetada para se esconder quando fora de uso, foi instalada para mover blocos de mármore. Reconstruções incorretas foram desfeitas e um cuidadoso processo de restauração começou.
O Partenon não será devolvido a um estado pré explosão de 1687, mas os danos serão mitigados o máximo possível, e mármore novo do local original está sendo usado para preencher vazios e fazer reparos necessários na estrutura. Ultimamente, as maiores peças já foram repostas na estrutura, suportadas, se necessário por materiais modernos.
Desde os anos 1960, os grandes inimigos do Partenon tem sido ambientais. Atenas cresceu muito depois da Segunda Guerra Mundial e tem problemas com trafego de veículos e poluição do ar. Corrosão do mármore pela chuva ácida causada pela poluição já causaram danos irreparáveis a algumas esculturas remanescentes e ao próprio templo. Nos últimos anos, o governo grego e o da cidade de Atenas fizeram algum progresso, mas o futuro ainda é incerto. Hoje atrai milhões de turistas todo ano, que caminham pelo pátio no lado oeste através do Propileus restaurado, pelo caminho Panatenaico acima até o Partenon, que está cercado por uma cerca baixa, para prevenir danos.
Em 2022, a Itália vai devolver um fragmento de mármore pertencente ao friso oriental do Pártenon, que representa o pé de uma deusa, Peitho ou Artemis, a espreitar por baixo de uma túnica elaborada, é até 2022 exibido no Museu Arqueológico Regional Antonio Salinas em Palermo, na Sicília. Foi originalmente comprado pela Universidade de Palermo à viúva de Robert Fagan, cônsul britânico da Sicília e de Malta, após a sua morte em 1816.

## Cronologia

O Partenon atualmente e como ele deve ter parecido em seu auge.

- 447-432 a.C. — Construção do Partenon no governo de Péricles e decoração com esculturas de Fídias
- 267 — Bárbaros hérulos invadem Atenas e incendeiam a edificação
- 343-361 — Recuperação do templo, provavelmente sob ordens do imperador romano Juliano Apóstata
- século V — A grande estátua de Atena é levada para Constantinopla e, mais tarde, destruída
- século VI — Conversão em igreja Ortodoxa Grega. Monges retiram colunas internas, destroem esculturas consideradas pagãs e criam uma capela na fachada leste
- 1204 — Os cruzados invadem Atenas e rebatizam o Partenon como "Notre-Dame de Atenas", tornando-o um templo católico
- 1456 — Atenas é tomada pelo Império Otomano e o templo transforma-se em mesquita islâmica. Um minarete é colocado em sua base
- 1687 — Os venezianos atacam Atenas. O Partenon é usado pelos turcos como depósito de pólvora e, em 26 de setembro, é atingido por uma bala de canhão que demole sua estrutura interna
- 1801 — O embaixador britânico em Constantinopla, Lord Elgin, obtém permissão para fazer estudos na Acrópole e leva esculturas do templo para a Inglaterra
- 1832 — Independência da Grécia — desde então os gregos trabalham na conservação do templo
- 1835 — Início das escavações arqueológicas e do trabalho de recuperação das ruínas do Partenon
- 2004 — Finalizados os trabalhos de restauro dos pronau (salão leste: onde ficava a principal estátua, de Atena, em ouro e marfim, feita por Fídias) e opistonau (salão oeste: espaço reservado à guarda do tesouro da Liga de Delos), além da limpeza e conservação do friso da fachada oeste

## Características

### Função

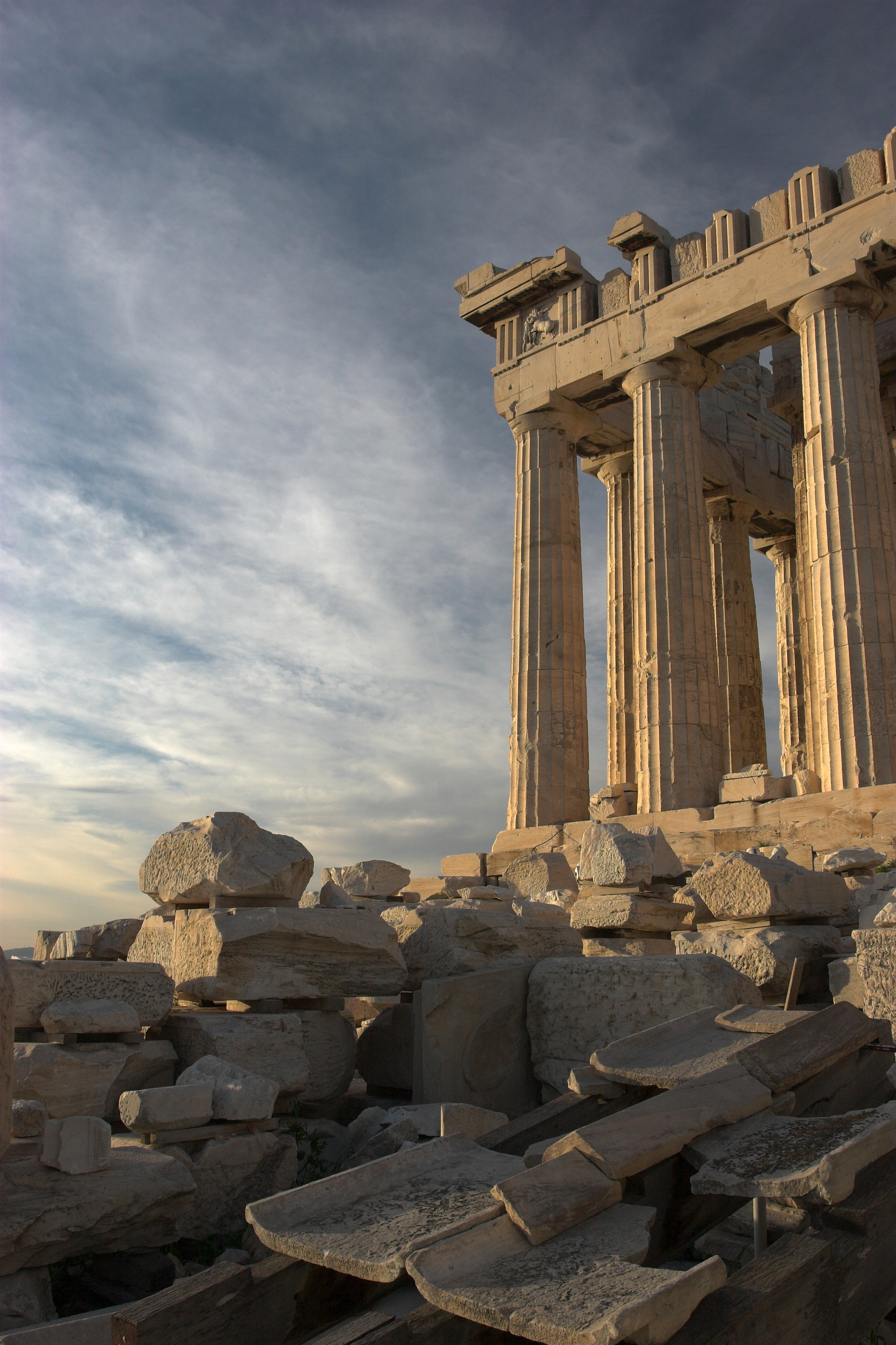
O Parthenon visto a partir do sul

Embora o Partenon seja arquitetonicamente um templo e normalmente é chamado assim, não o é realmente no sentido convencional da palavra. Um pequeno santuário foi escavado no interior do edifício, no local de um santuário mais antigo provavelmente dedicado a Atena, como uma maneira de chegar mais perto da deusa,  mas o Parthenon não acolheu o culto de Atena Polias, padroeira de Atenas: o ídolo, que foi banhado no mar e para o qual foi oferecido o peplos (espécie de túnica feminina usada na Grécia Antiga), foi um xoanon (espécie de escultura de madeira usada na Grécia Antiga) de oliveira, localizado em um altar mais velho no lado norte da Acrópole.
A estátua colossal de Atena feita por Fídias não estava ligada a nenhum culto e não é conhecida por ter inspirado qualquer fervor religioso.  Não parecia ter qualquer nome de sacerdotisa, altar ou culto. De acordo com Tucídides, Péricles certa vez se referiu à estátua como uma reserva de ouro, salientando que "continha quarenta talentos de ouro puro e era tudo removível". O estadista ateniense indica assim que o metal, obtido a partir de cunhagem contemporânea, poderia ser utilizado novamente sem qualquer impiedade. O Partenon deve, então, ser visto como um grande cenário para a estátua votiva de Fídias em vez de um local de culto. Diz-se em muitos escritos dos gregos que havia muitos tesouros guardados no interior do templo, como espadas persas e pequenas estátuas figurativas feitas de metais preciosos.
A arqueóloga Joan Breton Connelly recentemente defendeu a coerência do programa escultural do Partenon em apresentar uma sucessão de narrativas genealógicas que rastreiam a identidade ateniense através das eras: desde o nascimento de Atena, por meio de batalhas cósmicas e épicas, até o grande evento final da Idade de Bronze ateniense, a guerra de Erecteu e Eumolpo. Ela indica uma função pedagógica para a decoração esculpida do Partenon, que estabelece e perpetua o mito de fundação, a memória, os valores e a identidade ateniense. Enquanto alguns clássicos, incluindo Mary Beard, Peter Green, e Garry Wills tem duvidado ou rejeitado a tese de Connelly, um número crescente de historiadores, arqueólogos e estudiosos clássicos apoia seu trabalho. Eles incluem: J. J. Pollitt, Brunilde Ridgway, Nigel Spivey, Caroline Alexander, A.E. Stallings, Rebecca Goldstein, Freeman Dyson, William St Clair, Donald Kagan, Gregory Nagy, and Angelos Chaniotis.

### Arquitetura

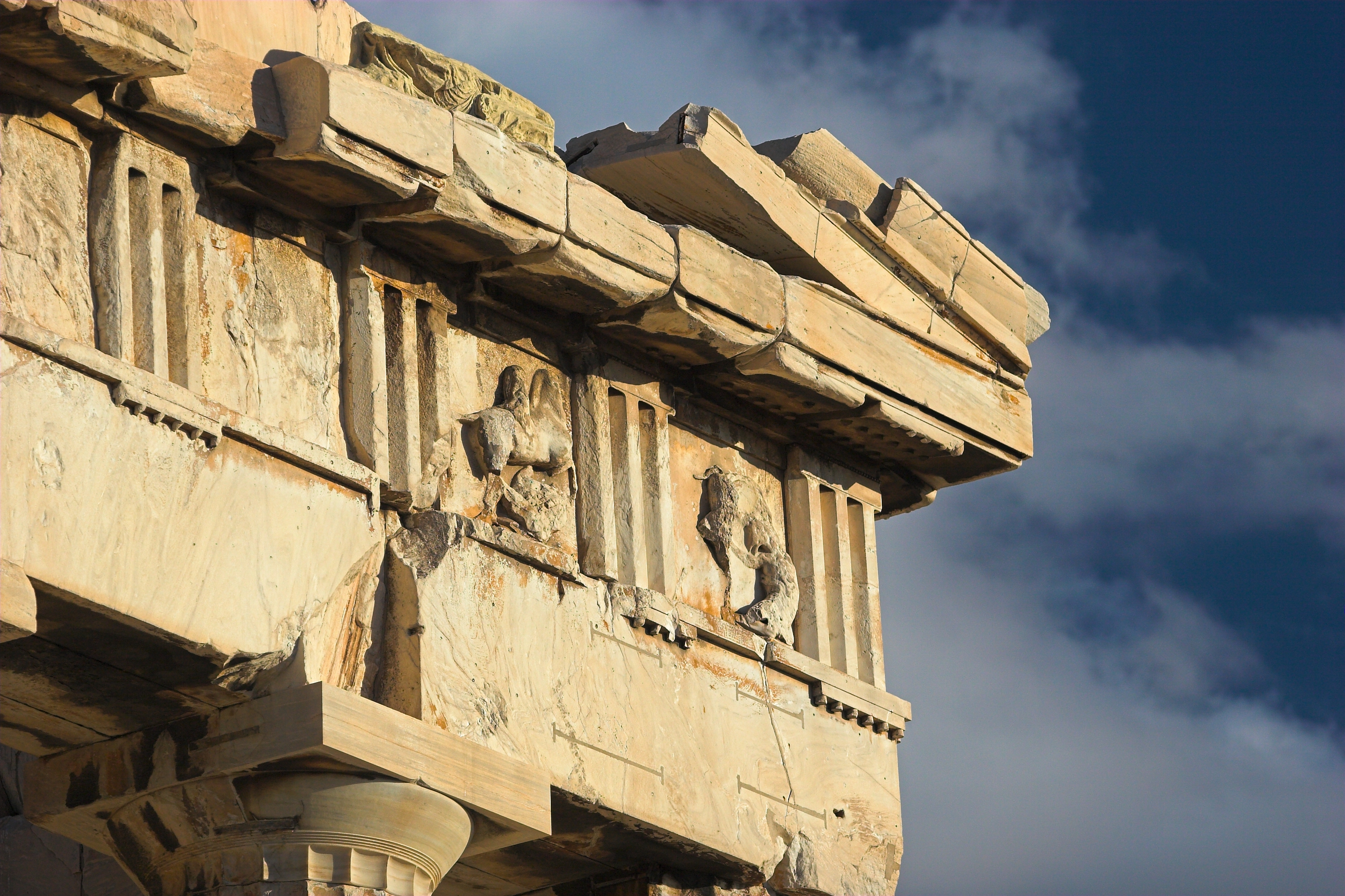
Capitel e entablamento dórico

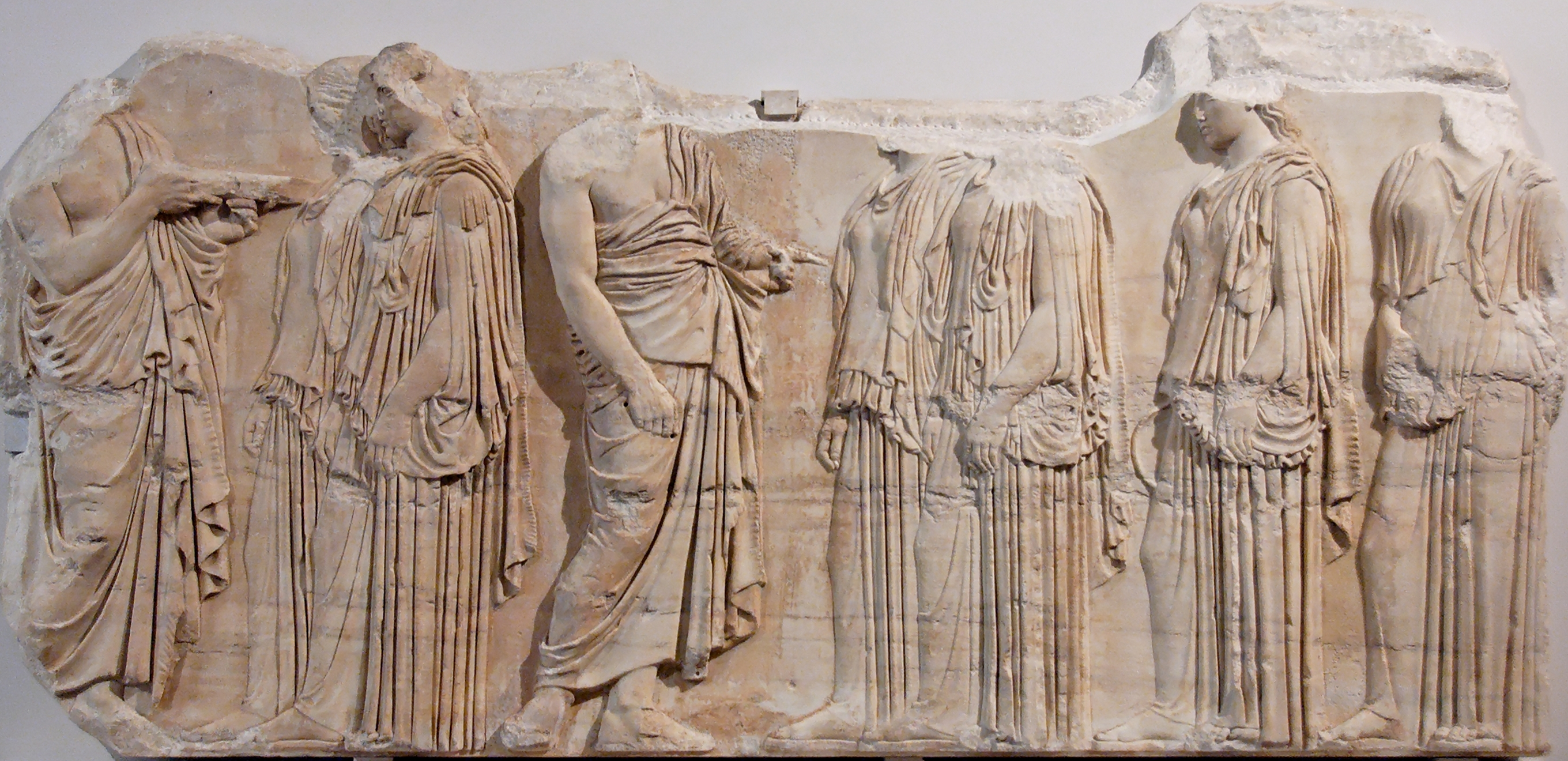
Friso das Ergastinas, no Louvre, em Paris, França

O templo foi construído na ordem dórica, considerado o representante máximo desse estilo. O Partenon é um templo dórico períptero e octostilico com alguns elementos da ordem jônica. Ergue-se sobre uma plataforma ou estilóbata de três degraus. Como outros templos gregos, possui frontão e lintel sustentados por colunas (períptero) suportando um entablamento. Oito colunas na fachada da frente e oito na fachada dos fundos, e dezessete em cada lado. Há uma fileira dupla de colunas em cada extremidade. A colunata rodeia uma estrutura interna de alvenaria, a cela, que está dividida em dois compartimentos. Em cada extremidade do edifício a empena termina com um frontão triangular originalmente preenchido com esculturas. As colunas são da ordem dórica, com capitéis simples, eixos estriados e sem bases. Acima da arquitrave do entablamento está um friso de painéis esculpidos, as (métopes), separadas por triglifos, típicos da ordem dórica. Em torno da cela e através das vergas das colunas internas corre um friso contínuo esculpido em baixo relevo. Este elemento da arquitetura é jônico em grande estilo, ao invés de dórico.
Medidas pelo topo dos degraus, as medidas da base do Partenon são 69.5 x 30.9 metros. A "cela" tem 29,8 x 19,2 metros, com duas fileiras de colunas internamente, para suportar o telhado. No exterior, as colunas dóricas tem 1,8 x 10,4 metros. As colunas do canto são ligeiramente maiores no diâmetro. Se prolongássemos a direção das colunas, veríamos que elas se encontrariam num ponto congruente a cerca de mil e seiscentos metros de altura da base, não sendo aprumadas como parecem. Especula-se que as dimensões do edifício expressem a razão dourada, proposta por Pitágoras no século anterior. Está cercado por uma colunata (peristilo) em octoestilo dórico, com oito colunas frontais em vez de seis como era costume na época, e dezessete de cada lado perfazendo um total de 46 colunas, se diminuirmos as comuns entre as fachadas e as laterais.
A riqueza da decoração do templo é única para um clássico templo grego, mas está de acordo com a sua utilização como tesouraria, no opisthodomus (salão oeste na parte de trás da cela) espaço reservado à guarda do tesouro da Liga de Delos.

## Decoração escultural

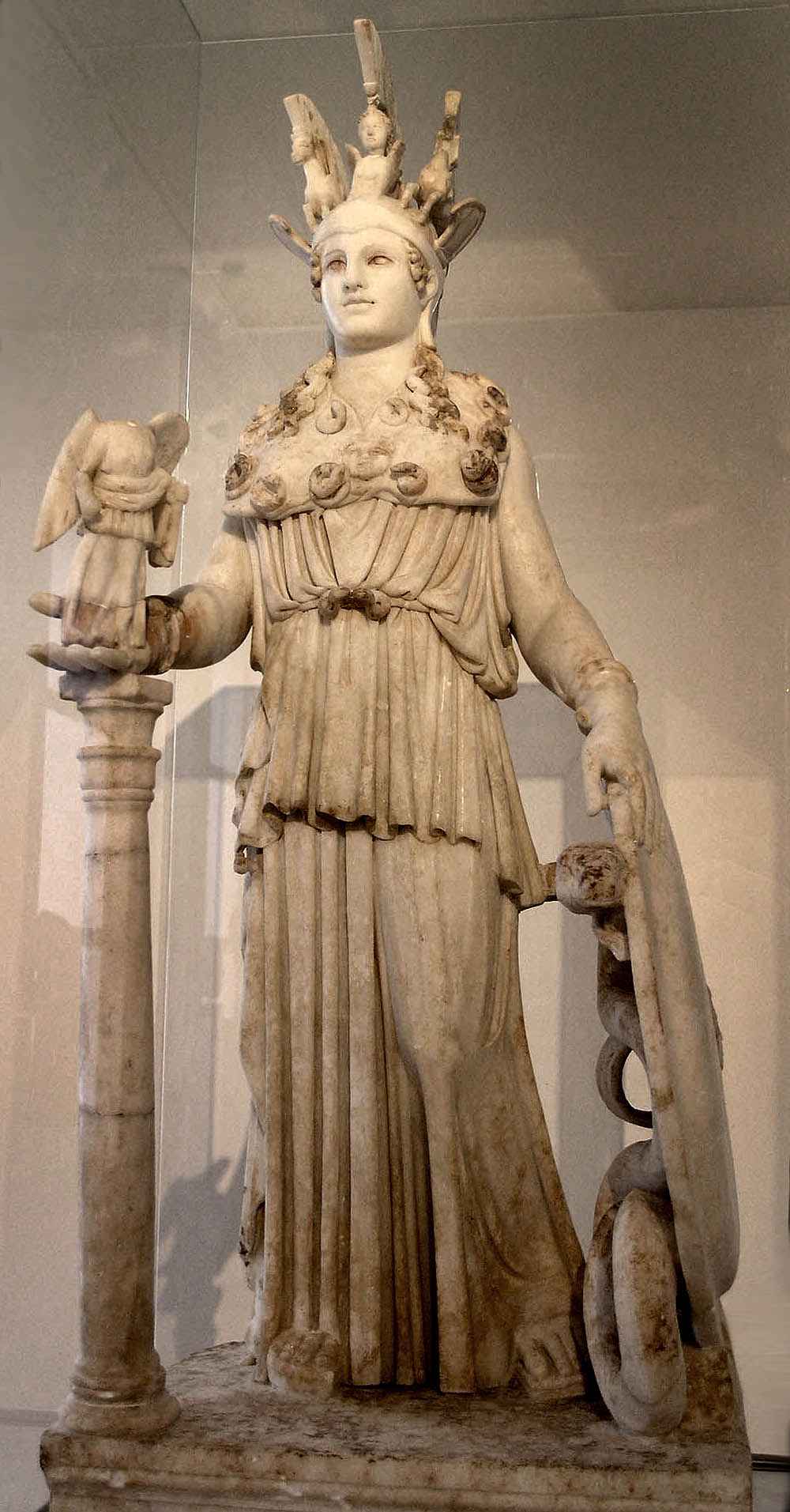
A Atena Varvakeion, cópia reduzida da Atena Partenos. Museu Arqueológico Nacional de Atenas

| “                                                                             | Quando Pirítoo, que era rei dos Lápitas, se casou, Teseu foi convidado, naturalmente, e a sua presença afirmou-se extremamente útil na ocasião. Nunca houve uma boda tão infeliz! Os Centauros (seres com corpo de cavalo e peito e rosto de homem), como parentes da noiva, tinham vindo assistir às festas. Embriagaram-se, porém, e perseguiram as mulheres; Teseu foi em defesa da noiva e abateu o centauro que tentava raptá-la. Seguiu-se uma batalha terrível, de que os Lápitas, sempre com o apoio de Teseu, saíram vencedores, conseguindo, por fim, levar os Centauros para fora da região. | ” |
| — Edith Hamilton, A Mitologia, Lisboa, Publicações Dom Quixote, 2005, p. 181. | |   |

### A estátua de Atena Partenos
O Partenon, um templo dórico com elementos arquitetônicos jônicos, abrigou a colossal estátua de Atena Pártenos do escultor Fídias, consagrada entre 439 e 438 a.C. As descrições falam de uma estátua criselefantina (ouro e marfim) de doze metros de altura, composta por uma estrutura interna de madeira revestida por placas de ouro e marfim, material um tanto frágil. Não sobreviveu até nossa época.

### Métopes
As métopes dóricas na colunata exterior e o friso jónico na parede exterior superior da cela foram completados em 438 a.C. As noventa e duas métopes foram executadas em baixo-relevo, prática até então usada somente em metais preciosos (templos usavam manter estátuas votivas dos deuses) e seu desenho é atribuído ao escultor Cálamis. As do lado leste descrevem a Gigantomaquia (a luta entre os deuses do Olimpo contra os Gigantes ou Titãs) e as do lado oeste a Amazonomaquia (a mítica batalha dos atenienses contra as amazonas). As métopes do lado sul mostram a Centauromaquia Tessaliana (a batalha entre os lápios, ajudados por Teseu contra os centauros, meio homens, meio cavalos) — com exceção de uma parte perdida. No lado norte, a decoração está muito danificada, mas parecem se referir ao saque de Troia.

### Frisos e frontões

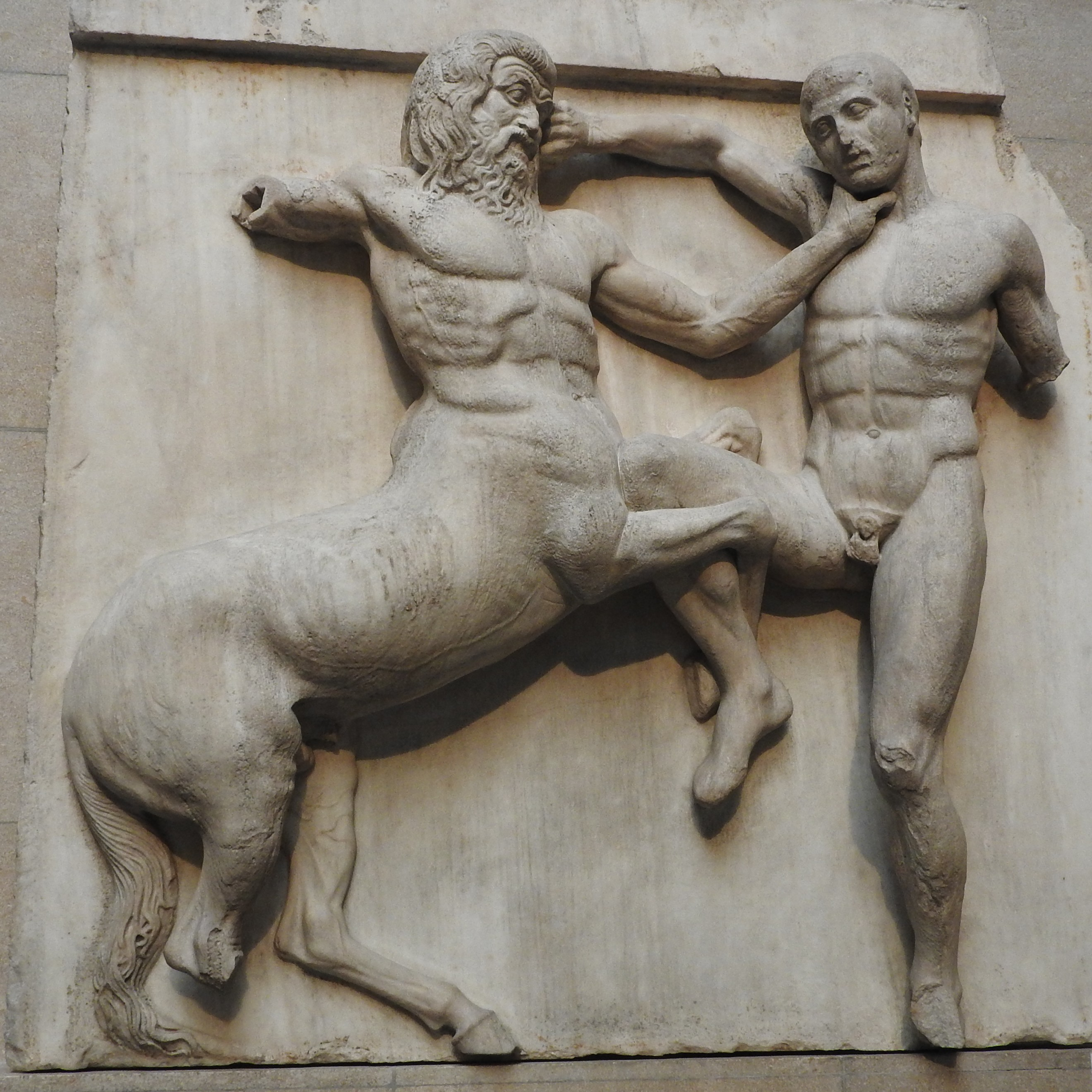
Luta entre Centauro e Lápita, métopa do Pártenon, século V a.C

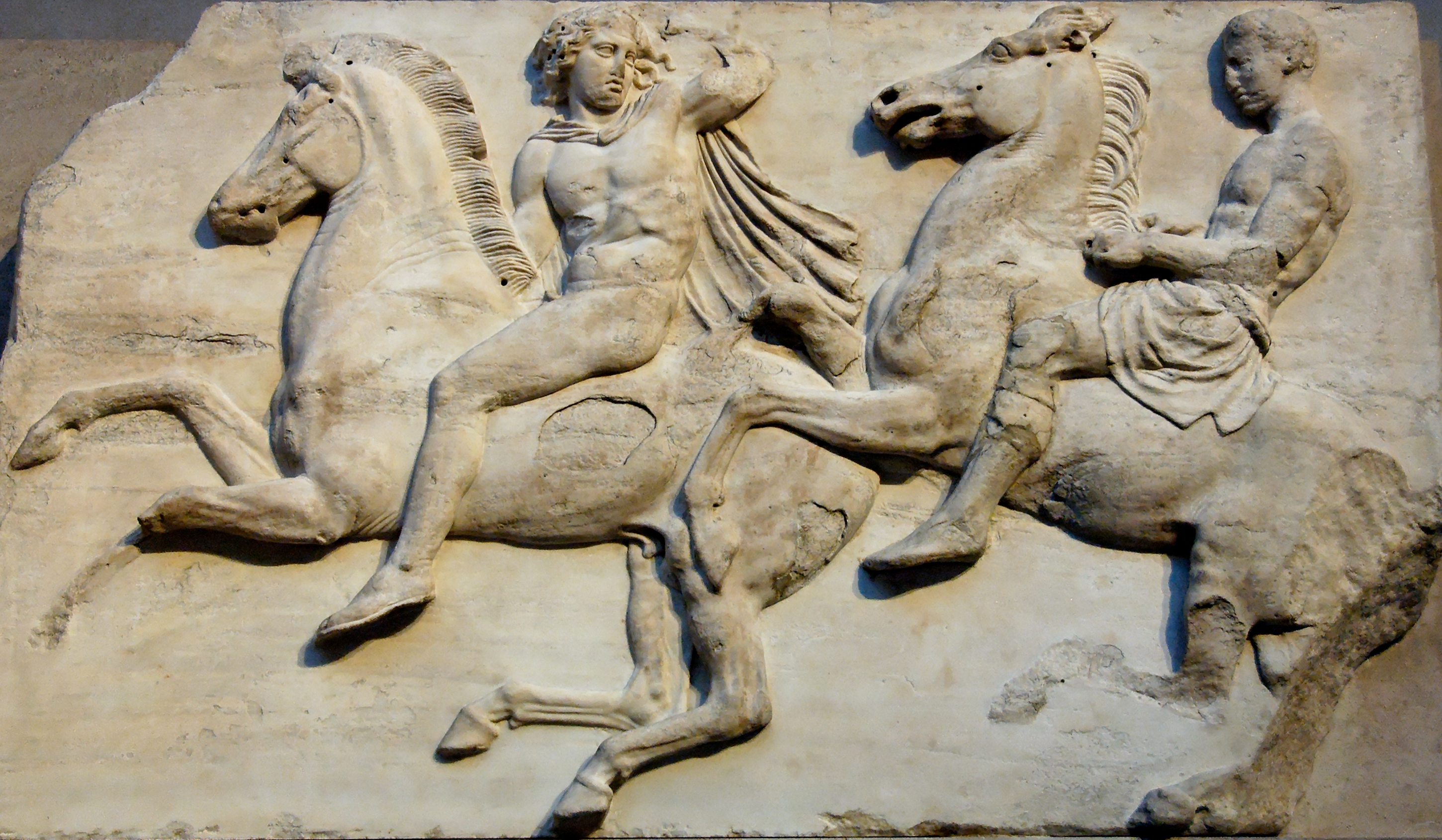
Um dos Mármores de Elgin

Estilisticamente, as métopes apresentam traços do estilo Severo na anatomia da cabeça das figuras, na limitação do movimento corporal e na presença de veias acentuadas nas figuras dos centauros. Várias permanecem no Partenon, mas com exceção das do lado norte, estão muito danificadas. Algumas estão no museu da Acrópole, grande parte no Museu Britânico e outras no Museu do Louvre. O mais característico na arquitetura e decoração do templo é a existência de um friso jônico ao longo das paredes exteriores da cela.
Esculpida em baixo-relevo, descreve uma idealizada versão de uma procissão panatenaica do Portão Dipilônico em Carameico até a Acrópole. Nesta procissão, realizada a cada quatro anos, atenienses e convidados participavam oferecendo sacrifícios e novas roupas (peplos, feitos por jovens nobres atenienses chamadas ergastinas) em honra da deusa Atena. O friso foi feito no próprio local e está datado de 438 a.C.
Pausânias, o viajante do século II, que visitou a Acrópole e viu o Partenon, descreveu os frontões. O frontão do lado leste representa o nascimento de Atena saída da cabeça de Zeus, enquanto o do oeste apresenta a disputa entre ela e Poseidon pela cidade de Atenas. Esses trabalhos datam de 438−432 a.C.